# Bock
La Bock (anche Bockbier) è una birra lager particolarmente forte che ha origini nella città Anseatica di Einbeck, in Germania, che nel medioevo era un importante centro di produzione birraria. Il nome è infatti la storpiatura di quello della città, ma “bock” in tedesco significa caprone, e per questo molte marche hanno delle immagini di questi animali sulle etichette delle bottiglie. Le Bock originali erano esclusivamente birre scure, mentre quelle moderne possono essere scure, ambrate o chiare.
Le birre Bock per lungo tempo sono state prodotte per occasioni speciali e consumate dai monaci cattolici in Germania, spesso per festività religiose come Natale, Pasqua o la Quaresima. Durante questo periodo, infatti, ai monaci veniva imposto il digiuno, e per questo motivo le Bock, più nutrienti di una lager più leggera, provvedevano al loro sostentamento. Birre simili venivano prodotte dai monaci per lo stesso motivo in altre zone (ad esempio vedi la birra trappista). Si dice che Martin Lutero abbia bevuto questa birra durante la Dieta di Worms.
Nel XX secolo, queste birre hanno assunto una ingiuriosa e immeritata reputazione; si sosteneva infatti che venissero prodotte con i "fondi" dei processi produttivi precedenti. Questa voce potrebbe essersi diffusa a causa del fatto che alcuni birrifici abbiano usato ingredienti di qualità inferiore oppure una grande quantità di additivi nelle loro Bock. È altresì vero che tradizionalmente, in un'economia povera, si cerchi di sfruttare al massimo le risorse che si hanno e non era inusuale riutilizzare i "fondi" per la produzione di ulteriori cotte, data la presenza in questi fondi di una quantità residua non trascurabile di zuccheri fermentabili. Inoltre anche nel tradizionale metodo di produzione della birra non è assolutamente inusuale utilizzare alcuni “fondi” contenenti lievito attivo per cominciare il processo di fermentazione.
Una curiosità riguardante le birre Bock (ma anche le Stout) era quella di immergere un coltello rovente dentro il Boccale ripieno di birra servita a 6-7 C°. Il calore del coltello rovente fa caramellare lo zucchero e fa salire la schiuma. In questo modo non solo si modifica la temperatura, ma si modifica anche il sapore creando così un'esperienza di gusto speciale. Questa pratica di immergere un coltello o un ferro rovente in un boccale di birra è una tradizione antica che risale a secoli fa, principalmente in Germania e in alcune regioni dell'Europa centrale ed è conosciuta come "Bierstacheln" in tedesco. Questa tecnica è meno comune oggi, ma è ancora praticata in alcune birrerie artigianali e durante eventi speciali.

## Varianti

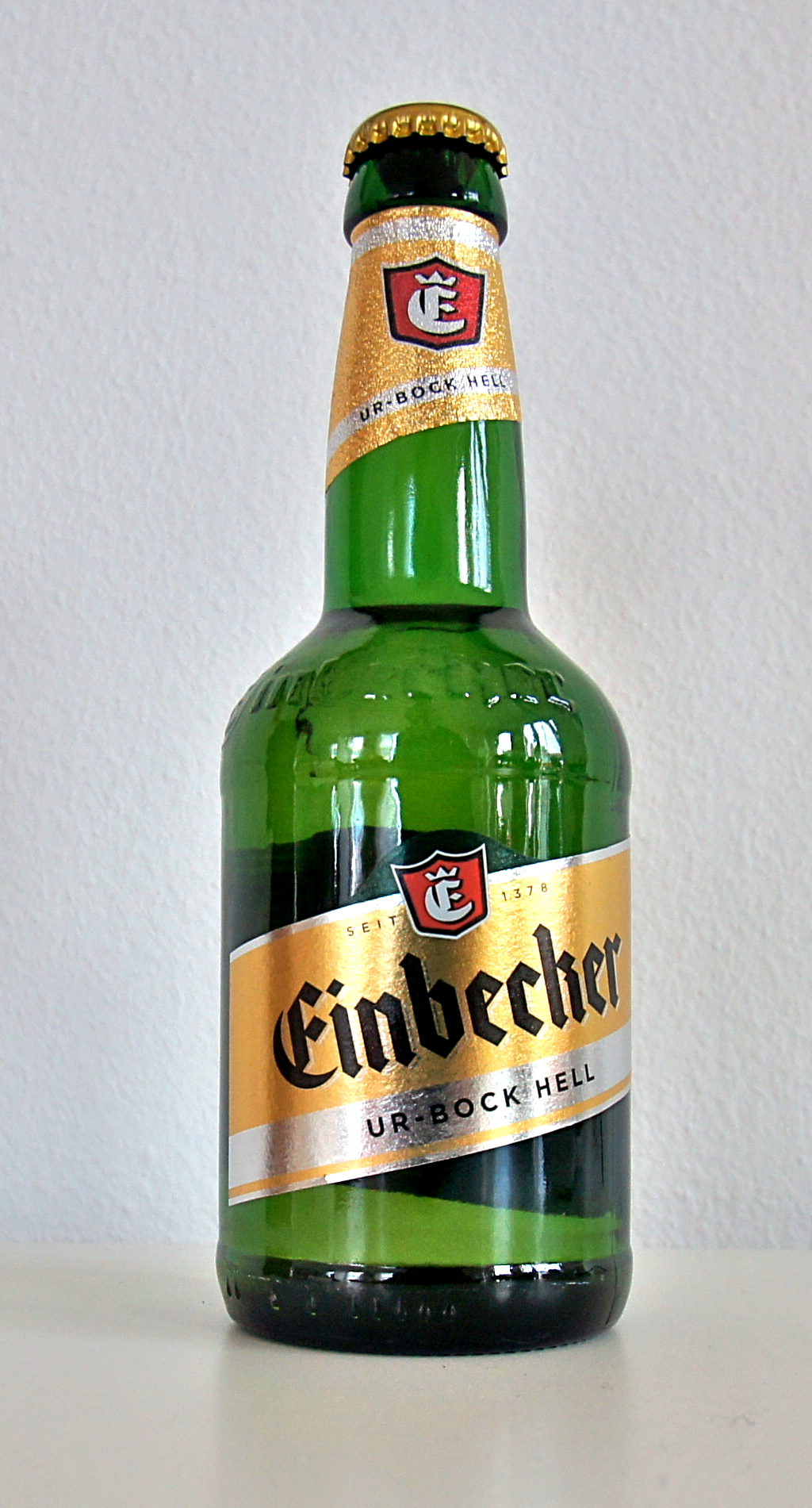
Einbecker Ur-Bock in bottiglia Einbecker

### Bock tradizionale
La Bock fu originariamente creata nel nord della Germania, nella città di Einbeck tra il XIV secolo e il XVII secolo, e fu ricreata a Monaco nel corso del XVII secolo. La gradazione alcolica va dal 6,3% al 7,2% vol. Ha un gusto maltato grazie alla ricchezza dei malti di Monaco e di Vienna che contribuiscono al sapore tostato.
Alcuni esempi sono l'Alfa Lente Bock, l'Amstel Bock, la Budels Bock, la Bud Super Strong, la Dommesch Dominator, la Einbecker Ur-Bock, la Einbecker Ur-Bock Dunkel, la Einsiedler Bock, la Haarlems Jopen Koyt, la Mittenwalder Hellen Bock, la Moretti la Rossa, la Oechsner Dunkler Bock, la Oechsner Urbock, la Oerbock, la Poretti Bock, la Riegler Altbadisch Bock Hell, la Schwarzbacher Bockbier, la Stein-Bock, la Super Bock e la Twels Bok.

### Maibock, o Helles bock
La Maibock è una versione chiara della Bock tradizionale. È stata sviluppata più di recente rispetto alle altre versioni di Bock, ed è di produzione primaverile e in particolare del mese di  maggio. Il contenuto alcolico varia da 6,3 a 7,4 gradi; l'aroma è tipicamente meno maltato della Bock tradizionale e può essere più secco e amaro e contenere più luppolo, anche se comunque non elevato in assoluto, e leggermente speziato e piccante. È una  lager chiara, di colore giallo oro fino all'ambrato chiaro, con una gran schiuma bianca cremosa e consistente, moderatamente carbonata o poco più.

### Doppelbock
La doppelbock è una specialità bavarese che fu prodotta per la prima volta dai monaci di San Francesco da Paola. Il contenuto alcolico va dal 6% a oltre il 10% sul volume. Le versioni storiche sono meno forti e più dolci, e furono considerate per secoli "pane liquido" dai monaci. La maggior parte delle versioni sono scure, anche se ne esistono anche versioni chiare: i possibili colori possono andare dal dorato al marrone scuro, con una schiuma cremosa e persistente, soprattutto per le versioni con minore contenuto alcolico. L'aroma è fortemente maltato, con un retrogusto tostato; è inoltre possibile, soprattutto per le versioni più scure, che il sapore sia fruttato o tipico del cioccolato. Al gusto la maggior parte delle versioni risultano piuttosto dolci, a causa della quasi totale assenza di luppolo; le versioni più chiare hanno un finale secco.
Alcuni esempi che si trovano in commercio sono le Tucher Bajuvator, Troeg's Troegenator, Augustiner Maximator, Weihenstephan Korbinian, Weltenburger Kloster Asam-Bock, EKU 28, Eggenberg Urbock 23, Samichlaus, Abita Andygator. In Italia vengono prodotte la Forst Sixtus.
I monaci che per primi realizzarono una doppelbock, chiamarono la loro birra "Salvator", oggi prodotta della Paulaner con il nome di Paulaner Salvator. In omaggio al prodotto originale, è tradizione che i mastri birrai diano alle loro doppelbock un nome che finisce in "-ator".

### Eisbock
La Eisbock è una birra tipica del Circondario di Kulmbach che viene prodotta per "distillazione a freddo" di una doppelbock, alla quale viene rimosso il ghiaccio per concentrare il gusto e la gradazione alcolica (dal 9% fino a oltre il 14% vol). Il colore è marrone scuro, spesso con tendenze al rubino. Ha un aroma ricco, dolcemente maltato, bilanciato dalla significativa presenza alcolica. È quasi assente il gusto di luppolo. Alcuni esempi che si trovano in commercio sono le Schneider Aventinus Eisbock, Kulmbacher Reichelbrau Eisbock, Eggenberg Urbock Dunkel Eisbock, Niagara Eisbock, e la Southampton Eisbock.